# Cameahwait
Cameahwait est un chef amérindien de la tribu Shoshone au début du XIXe siècle. Il était le frère de Sacagawea, guide et interprète de l'Expédition Lewis et Clark (1804-1806).  Il était à la tête du premier groupe à avoir rencontré des européens dans l'actuel Idaho. 
Pour les indiens Shoshone, Cameahwait et Sacagawea étaient frère et sœur. Comme la langue shoshone ne possède qu'un seul mot pour frère et cousin, on ignore s'ils étaient réellement frère et sœur.
En août 1805, Cameahwait a offert des chevaux à Meriwether Lewis et William Clark pour lui avoir permis de retrouver sa sœur perdue de vue depuis des années. Sacagawea avait en effet été kidnappée à l'âge de 11 ans par la tribu des Hidatsas. Elle et son amie Naya Nuki avaient ensuite été vendues à Toussaint Charbonneau, un trappeur franco-canadien qui a épousé Sacagawea. Cameahwait, Sacagawea et Charbonneau ont accompagné Lewis et Clark dans leur expédition vers l'ouest.

## Sources
1. ↑  Arrington, Leonard J. History of Idaho (University of Idaho Press: Moscow, Idaho, 1994) Vol 1, page 515
2. ↑  (en) Ambrose, S.E., Undaunted Courage, 1996, 269-282 p. (ISBN 0-684-82697-6)